# アーネスト・ラズロ
アーネスト・ラズロ（Ernest Laszlo, 1898年4月23日 - 1984年1月6日）は、ハンガリーのブダペストで生まれ、アメリカで活躍した撮影監督。1927年の『つばさ』にカメラオペレーターとして参加。その後撮影監督としてジョゼフ・ロージー、フランク・キャプラ、フリッツ・ラング、ビリー・ワイルダーといった監督達の作品を手がけた。特にロバート・アルドリッチとスタンリー・クレイマーとのコラボレーションで知られている。8回アカデミー撮影賞にノミネートされ、1965年の『愚か者の船』で受賞している。

## 主な作品
- 南米珍道中 Road to Rio (1947)
- 恋は青空の下 Riding High (1950)
- 都会の牙 D.O.A. (1950)
- 第十七捕虜収容所 Stalag 17 (1953)
- 月蒼くして The Moon Is Blue (1953)
- ベラクルス Vera Cruz (1953)
- 黒い絨毯 The Naked Jungle (1954)
- キッスで殺せ! Kiss Me Deadly (1955)
- ケンタッキー人 The Kentuckian (1955)
- 口紅殺人事件 While the City Sleeps (1956)
- 人間人形の逆襲 Attack of the Puppet People (1958)
- 風の遺産 Inherit the Wind (1960)
- ニュールンベルグ裁判 Judgment at Nuremberg (1961)
- おかしなおかしなおかしな世界 It's a Mad Mad Mad Mad World (1963)
- テキサスの四人 4 for Texas (1963)
- 愚か者の船 Ship of Fools (1965)
- ミクロの決死圏 Fantastic Voyage (1966)
- スター! Star! (1968)
- 大空港 Airport (1970)
- ザッツ・エンターテインメント That's Entertainment! (1974)
- 2300年未来への旅 Logan's Run (1976)
- ドミノ・ターゲット The Domino Principle (1977)